# کنراد اینکه
کنراد اینکه (به انگلیسی: Konrad Enke) (زادهٔ ۲۳ ژوئیهٔ ۱۹۳۴ - درگذشته ۱۳ نوامبر ۲۰۱۶) شناگر اهل آلمان بود.